# Al-Abbàs ibn Amr al-Ghanawí
Al-Abbàs ibn Amr al-Ghanawí (àrab: العباس بن عمرو الغنوي, al-ʿAbbās b. ʿAmr al-Ḡanawī) (Diyar Múdar, segle ix - 917) fou un general dels abbàssides. Cap a l'any 900 servia els abbàssides lluitant contra diverses tribus àrabs de l'Iraq. El mateix 900 fou nomenat governador de la Yamama i Bahrain per lluitar contra el cap càrmata de Bahrain, Abu-Saïd al-Jannabí, però abandonat per les seves tropes beduïnes fou derrotat i fet presoner el mes de juliol del 900. Estranyament fou alliberat per portar un missatge al califa.
A les ordres del general Badr, el va abandonar quan va pujar al tron el califa al-Muktafí. Aquest el va fer governador de Qom i Kaixan, prop d'Esfahan (296 de l'hègira, 908/909). El 914/915 apareix en un exèrcit que defensava Egipte contra els fatimites.
El 916 fou nomenat governador del Diyar Múdar amb seu a ar-Raqqà, on va morir el 917.